# Lista över olympiska rekord i cykling
Under de moderna olympiska sommarspelen, som har arrangerats sedan 1896, finns möjligheten för idrottare att slå olympiska rekord vilka är erkända av den internationella olympiska kommittén (IOK). Inom cykelsporten finns det sju just nu gällande rekord. Fem av dessa sju grenar var med på programmet vid olympiska sommarspelen 2008 och i fyra av de sattes ett nytt rekord.[a]
På herrsidan innehas samtliga rekord av idrottare från Storbritannien medan idrottare från tre olika nationer - Australien, Nya Zeeland och Storbritannien - innehar rekorden på damsidan.
Tillsammans med Leontien Zijlaard-van Moorsel från Nederländerna och Marcus Hurley från USA är Chris Hoy den cyklist som tagit flest guld vid olympiska spel.

## Damernas rekord
Tecknet ♦ markerar att resultatet också är ett nu gällande världsrekord. Resultat fram till och med Olympiska sommarspelen 2012 i London i Storbritannien är med i listan.[Uppdatering behövs]
| Gren                   | Rekord     | Namn                                     | Land           | Spel        | Datum           | Källa |
| ---------------------- | ---------- | ---------------------------------------- | -------------- | ----------- | --------------- | ----- |
| Sprint (200 meter)     | 10,724     | Victoria Pendleton                       | Storbritannien | London 2012 | 5 augusti 2012  | [ 4 ] |
| Tempolopp (500 meter)  | 33,952     | Anna Meares                              | Australien     | Aten 2004   | 20 augusti 2004 | [ 1 ] |
| Lagsprint              | ♦ 32.422   | Gong Jinjie Guo Shuang                   | Kina           | London 2012 | 2 augusti 2012  | [ 5 ] |
| Förföljelselopp (3 km) | 3:24,537   | Sarah Ulmer                              | Nya Zeeland    | Aten 2004   | 22 augusti 2004 | [ 1 ] |
| Förföljelselopp (lag)  | ♦ 3:14.051 | Danielle King Laura Trott Joanna Rowsell | Storbritannien | London 2012 | 4 augusti 2012  | [ 6 ] |

## Se även

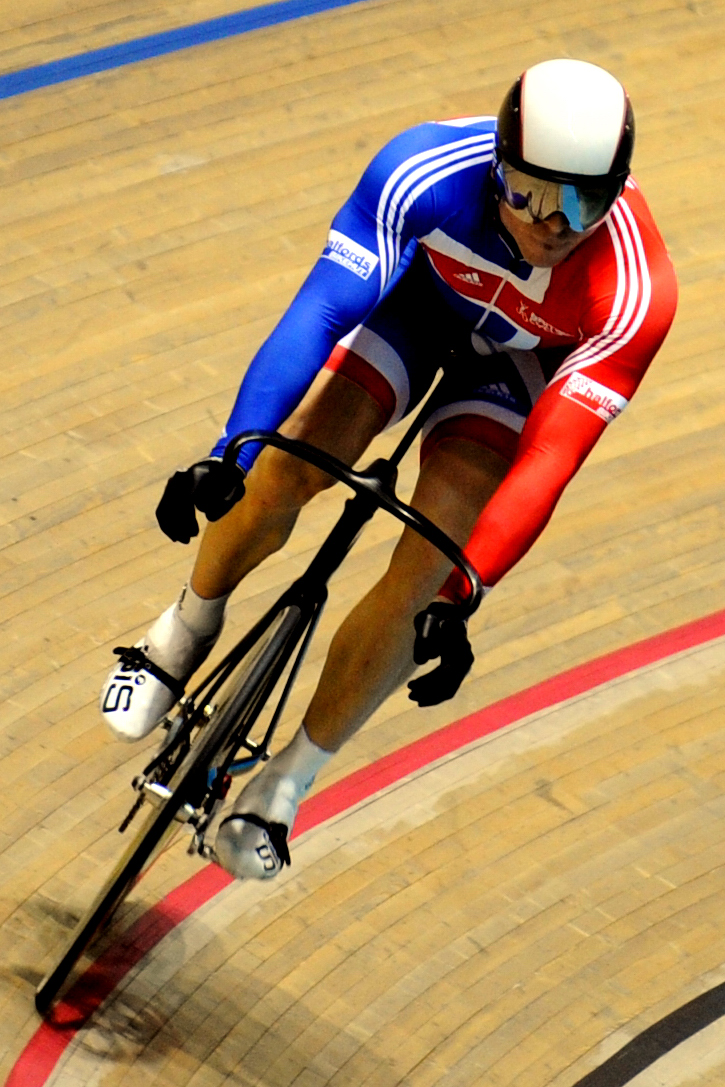
Chris Hoy från Storbritannien innehar två olympiska rekord.

## Herrarnas rekord
Tecknet ♦ markerar att resultatet också är ett nu gällande världsrekord. Resultat fram till och med Olympiska sommarspelen 2012 i London i Storbritannien är med i listan.[Uppdatering behövs]
| Gren                   | Rekord     | Namn                                                 | Land           | Spel        | Datum           | Källa |
| ---------------------- | ---------- | ---------------------------------------------------- | -------------- | ----------- | --------------- | ----- |
| Sprint (200 meter)     | 9,713      | Jason Kenny                                          | Storbritannien | London 2012 | 4 augusti 2012  |       |
| Lagsprint              | ♦ 42,600   | Philip Hindes Chris Hoy Jason Kenny                  | Storbritannien | London 2012 | 2 augusti 2012  | [ 7 ] |
| Tempolopp (1 km)       | 1:00,711   | Chris Hoy                                            | Storbritannien | Aten 2004   | 20 augusti 2004 | [a]   |
| Förföljelselopp (4 km) | 4:15,031   | Bradley Wiggins                                      | Storbritannien | Peking 2008 | 15 augusti 2008 | [ 2 ] |
| Förföljelselopp (lag)  | ♦ 3:51,659 | Ed Clancy Steven Burke Peter Kennaugh Geraint Thomas | Storbritannien | London 2012 | 3 augusti 2012  | [ 8 ] |